# Мельникова Віра Олександрівна
Мельникова Віра Олександрівна (Гнєушева) — українська письменниця, філолог. Членкиня Національна спілка письменників України та Національна спілка журналістів України.

## Життєпис

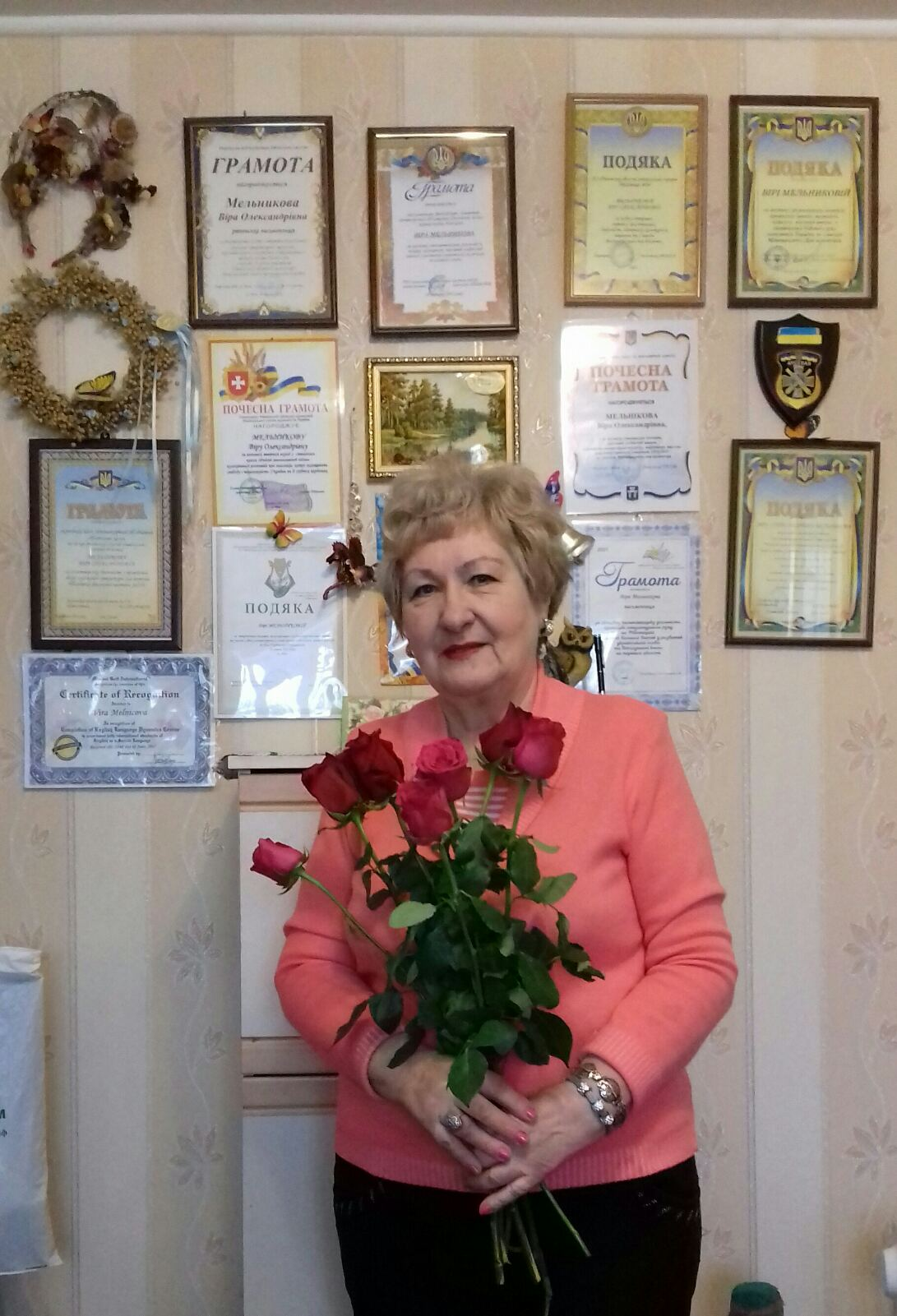

Народилася 2 січня 1948 р. в Україні в місті Миколаїв у родині військовослужбовців. Дитинство і юність минули на Рівненщині, після закінчення рівненської середньої школи за числом 19 навчалась у Київському університеті ім. Т. Г. Шевченка на філологічному факультеті. Працювала у Рівному за спеціальністю в школах, в училищах. Останні 28 років працювала в Національному університеті водного господарства та природокористування на посаді старшого викладача, викладала українську та російську мови для іноземців та українських студентів. Є автором багатьох наукових статей та двох навчальних посібників («Українська мова як іноземна» (2006 р.) та «Психологія педагогічної діяльності та управління» 2001 р.).
Віра Олександрівна бере активну участь в обласних заходах, виступає в бібліотеках міста й області, у вузах та військових частинах. У 2016 розі організувала збір художньої літератури для вояків однієї з військових частин Рівненщини, надає посильну допомогу в організації та проведенні літературних заходів, які сприяють розвитку національної культури та вихованню військово-патріотичних почуттів.
У 2020 році стала лавреаткою приватної літературної премії «Рівненський акцент» за популяризацію суспільних надбань культури та духовної самобутності рідного краю.
На громадських засадах здійснює просвітницьку роботу серед студентів Національного університету водного господарства та природокористування, була ініціатором створення поетичної студії «Поетичне джерельце», брала участь  в організації та проведенні літературних вечорів та презентацій нових книг в РДГУ (2010—2015 рр.).
У 2018—2019 рр. була керівником літературної інклюзивної студії для дітей та молоді «Дивосвіт», що діяла на базі Рівненської обласної універсальної наукової бібліотеки.
З травня 2022 року на волонтерських засадах викладала українську мову на курсах для внутрішньо переміщених осіб, що діяли при Рівненській обласній універсальній науковій бібліотеці.

## Творчість
Прагнення писати художні твори з'явилося ще в юності, писала переважно вірші, але серйозно розпочала займатися літературою у зрілому віці. Спочатку писала українською та російською мовами. Останнім часом — лише українською. Художні твори, статті, репортажі та інтерв'ю письменниці можна зустріти в обласних газетах «Вісті Рівненщини», «Льонокомбінат», «Слово і час», «Вільне слово», у львівській газеті «Життя», в журналі «Inva.net», а також в інтернет-газетах «Rvnews.rv.ua», «UA NEWS», у часописі «7днів».
Художні твори містяться в колективних збірках: в альманасі НУВГП «Alma-mater» (2002 р.), у колективній збірці рівненських поетів «Поетичні барви» (2021 р.), «Погорина» (2019, 2020, 2021 р.), «Переведи мене через майдан» (2020 р.), «Повстанська ватра» (2020 р.), у науковому виданні «Рядові неоголошеної війни» з серії «Золоті імена Рівненщини». Видання ініційоване Національною спілкою журналістів України.
Окремими виданнями вийшли збірки прози, поезії та дитячі книги письменниці:
- «Глоток воды» (2011 р., видавництво «Волинські обереги»).
- «Грані життя» (2016 р., Острог; Рівне: Свинарчук Р. В.). У 2017 році в авторському виконанні записано аудіокнигу «Грані життя».
- «Серце на ниточці» — військово-патріотична тематика (2018 р., видавництво «Волинські обереги»). У 2021 році в авторському виконанні записано аудіокнигу «Серце на ниточці».
- Літературно-художнє видання «Дитинство з пензликом в руці» (2020 р., книга для дітей, видавництво «Волинські обереги»). У 2022 році в авторському виконанні записано аудіокнигу «Дитинство з пензликом в руці».
- «Не думай, що там рай…» — про сучасні проблеми українського суспільства — заробітчанство, еміграція (2020 р., видавництво «Волинські обереги»). У 2021 році в авторському виконанні записано аудіокнигу «Не думай, що там рай».
- Розвиваюча книжка віршів для дітей «Край мій рідний — Україна» з ілюстраціями авторки (2022 р., видавництво «Волинські обереги»).
- Книга для дошкільнят та молодшого шкільного віку «Андрійкова робота» з ілюстраціями авторки (2023 р., видавництво «Волинські обереги»).